# Voo Southern Airways 242
O Voo Southern Airways 242 era uma rota doméstica regular de passageiros da companhia aérea estadunidense Southern Airways, com origem no aeroporto Northwest Alabama Regional Airport, no Condado de Colbert, e destino ao Aeroporto Internacional de Atlanta Hartsfield-Jackson em Atlanta, com escala no Huntsville International Airport, em Madison, Alabama.
Esta rota tornou-se conhecida em função do acidente aéreo ocorrido na data de 4 de abril de 1977, quando foi operado  por um DC-9-31, prefixo N1335U. Ao executar um pouso forçado numa estrada no distrito de New Hope, no Condado de Paulding, estado da Geórgia, houve o incêndio da aeronave, matando setenta e três pessoas entre passageiros (incluindo a cantora Annette Snell), tripulação e pessoas em terra. O DC-9 estava com 81 passageiros e 4 tripulantes, sendo que 23 pessoas sobreviveram ao desastre, mas nove pessoas em terra morreram e somente um passageiro, levado ao hospital, faleceu posteriormente.

## Tripulação, voo e acidente

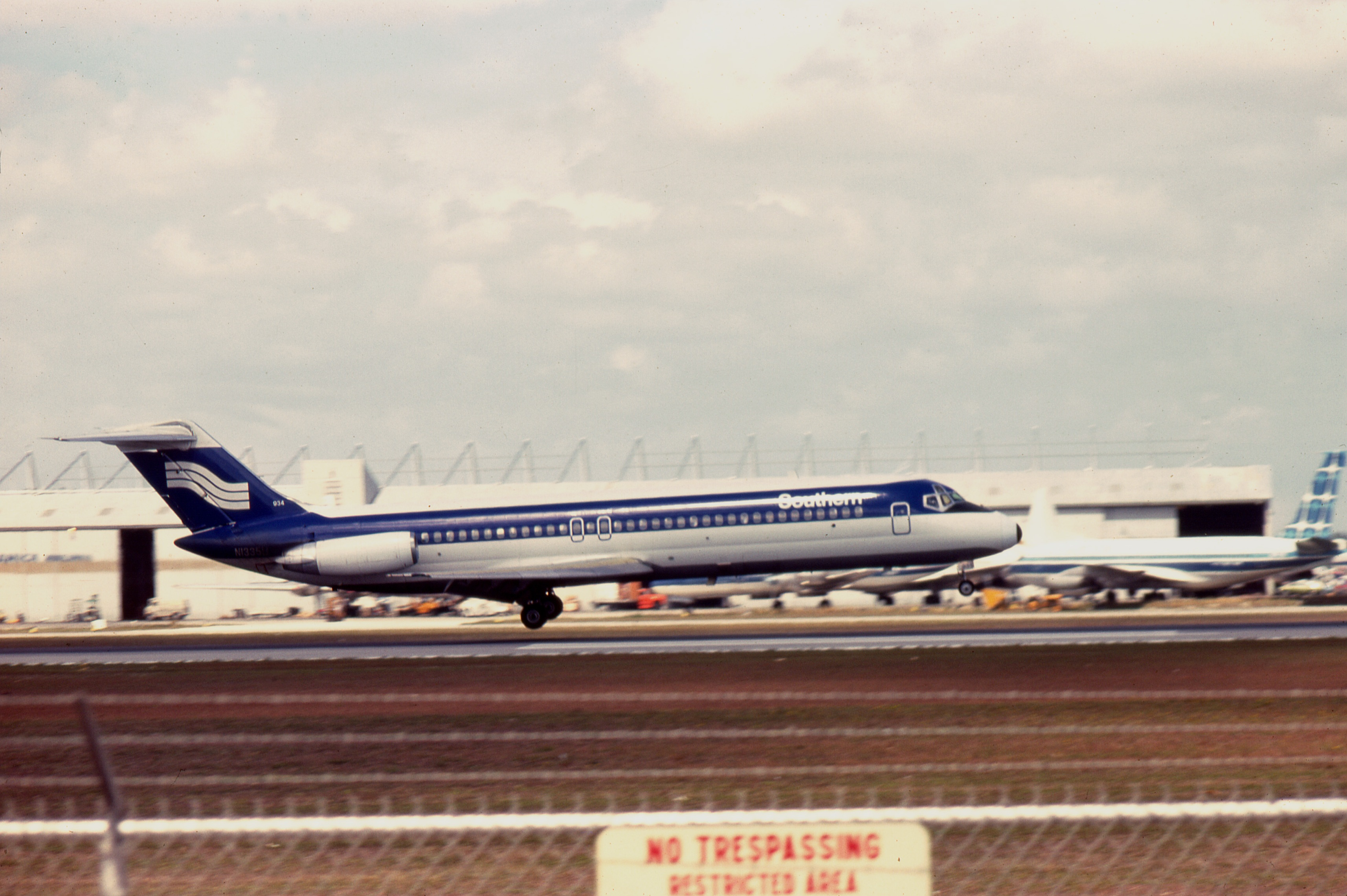
N1335U, a aeronave envolvida no acidente, no Aeroporto Internacional de Miami

A tripulação de voo era composta pelo capitão William W. "Bill" McKenzie, de 54 anos, um piloto altamente experiente com 19.380 horas de voo (incluindo 3.205 horas no DC-9), e o primeiro oficial Lyman W. Keele Jr., de 34 anos, que teve 3.878 horas de voo, sendo 235 delas no DC-9. A tripulação foi avisada da presença de tempestades incorporadas e possíveis tornados ao longo de sua rota geral antes de sua partida de Huntsville, mas não foram posteriormente informados de que as células haviam formado uma linha de instabilidade. A tripulação voou pela mesma área de Atlanta no início do dia, encontrando apenas turbulência leve e chuva leve.
O sistema climático se intensificou muito nesse meio tempo. O pico de atividade convectiva foi mais tarde mostrado no radar terrestre perto de Rome, Geórgia, para o qual o voo foi liberado para prosseguir pelo controle de tráfego aéreo. A tripulação tentou escolher um caminho através das células usando seu radar meteorológico a bordo, mas aparentemente foram enganados pelo efeito de atenuação do radar, e seguiram em direção ao que acreditavam ser uma área de baixa intensidade, quando na verdade era o ponto de pico de atividade convectiva, atenuado pela chuva.
Quando a aeronave desceu da altitude de cruzeiro de 17.000 a 14.000 pés (5.200 a 4.300 m) perto do VOR de Rome, aparentemente entrou em uma célula de tempestade e encontrou uma enorme quantidade de chuva e granizo. O granizo foi tão intenso que quebrou o para-brisa da aeronave e, devido à ingestão de água e granizo, os motores Pratt & Whitney JT8D-7A foram danificados e sofreram chamas.
A tripulação tentou, sem sucesso, reiniciar os motores, deslizando sem energia, enquanto simultaneamente tentava encontrar um campo de pouso de emergência dentro do alcance. O controle de tráfego aéreo sugeriu a Base Aérea de Dobbins, a cerca de 32 km a leste, como um possível local de pouso, mas estava fora de alcance. O Aeroporto de Cartersville, um aeroporto de aviação geral a cerca de 24 km ao norte, com uma pista muito mais curta destinada a aeronaves leves, foi considerado, mas estava atrás da aeronave e agora fora de alcance. Antes da aeronave virar para Dobbins, o aeroporto mais próximo era outro aeroporto de aviação geral, o Aeroporto Cornelius Moore (agora Polk County Airport – Cornelius Moore Field), mas os controladores de tráfego aéreo não sabiam disso (ficava fora de sua área de responsabilidade). e não mostrado em suas telas), e não foi considerado.

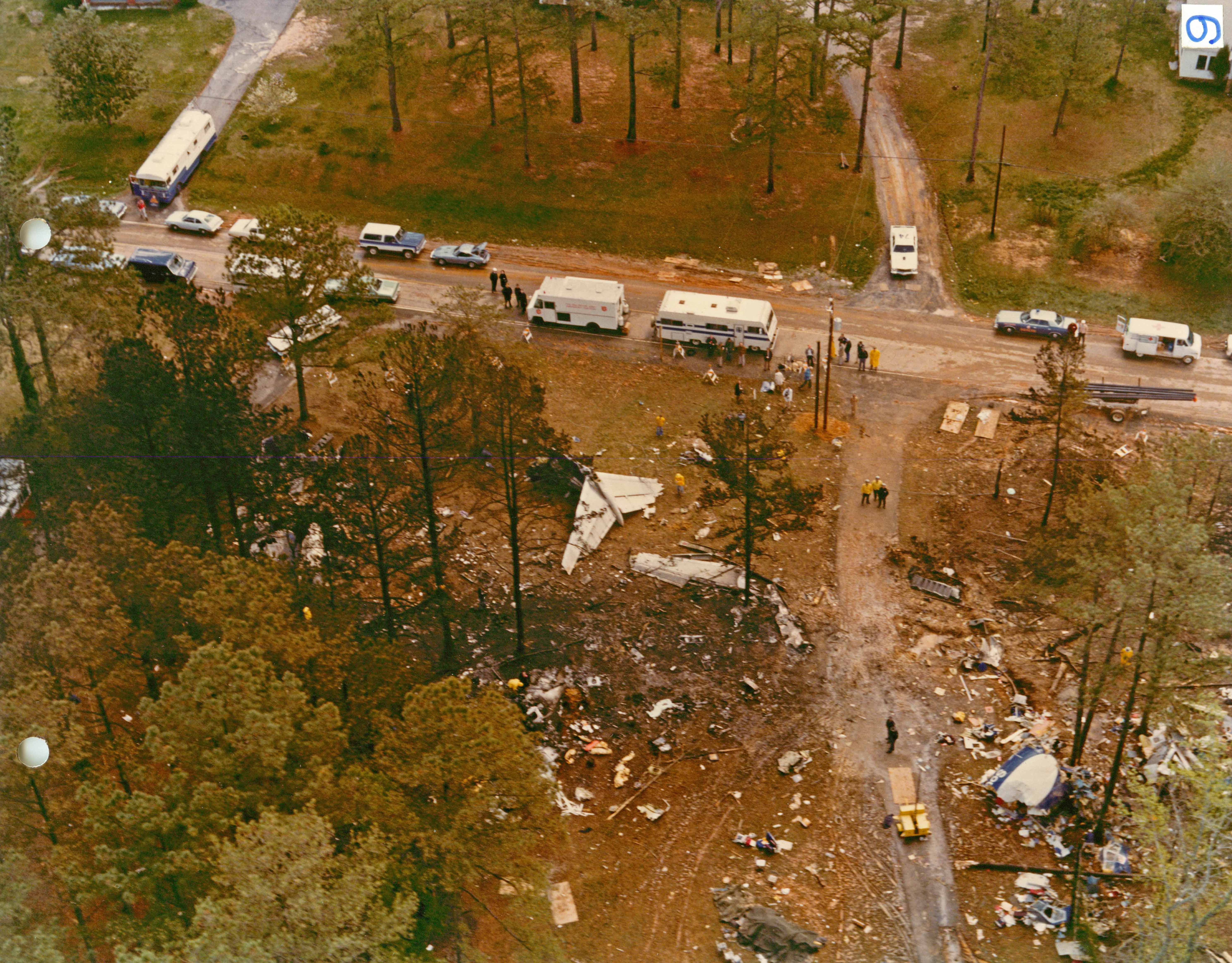
Vista aérea do campo de detritos do DC-9 acidentado

Como a aeronave ficou sem altitude e opções, planando com um pára-brisa quebrado e sem potência do motor, a tripulação fez contato visual com o solo e avistou uma seção reta de uma estrada rural abaixo. A decisão dos pilotos foi a de aterrissar numa estrada rural, pois não seria possível alcançar o aeroporto indicado pelo controle de tráfego aéreo (o Dobbins Air Reserve Base). Ao aterrissar na estrada, houve a colisão com um edifício de uma mercearia, ocorrendo um incêndio o que contribuiu para o expressivo número de vitimas fatais. Os dois pilotos e 61 passageiros foram mortos pelas forças de impacto e fogo, mas 20 dos passageiros sobreviveram, assim como as duas comissárias de bordo. Nove pessoas no solo também foram mortas, incluindo uma família de sete pessoas. Entre os passageiros mortos estava a cantora de R&B Annette Snell.

## Investigação do NTSB e relatório final
O Conselho Nacional de Segurança nos Transportes (CNST; NTSB em inglês) investigou o acidente e concluiu a seguinte causa provável em seu relatório final publicado em 26 de janeiro de 1978:

O Conselho Nacional de Segurança nos Transportes determina que a causa provável do acidente do voo Southern Airways 242 foi a perda total e única de empuxo de ambos os motores enquanto a aeronave estava penetrando em uma área de fortes tempestades. A perda de empuxo foi causada pela ingestão de grandes quantidades de água e granizo que, em combinação com o movimento do manete de empuxo, induziu severas paralisações e grandes danos aos compressores do motor.
O DC-9 quebrou em vários pedaços grandes; a cabine se separou quase intacta e parou de cabeça para baixo. Ambos os pilotos foram ejetados dele, ainda presos em seus assentos, e morreram de ferimentos graves. As janelas da cabine se separaram e estavam praticamente intactas, exceto pelas duas que foram atingidas pelo granizo. Nenhum dano de fogo ocorreu na fuselagem até atrás das asas, cuja área havia sido submetida a uma intensa conflagração, mas a maior parte da seção de passageiros até as asas foi demolida pelas forças do impacto. Alguns passageiros morreram no impacto, enquanto outros foram ejetados da fuselagem vivos, mas feridos. Vários outros passageiros sucumbiram à inalação de fumaça e fumaça, incluindo alguns que não conseguiram escapar devido aos ferimentos. A comissária de bordo Catherine Cooper sobreviveu ilesa porque estava sentada em uma área que lhe proporcionava proteção relativa das forças de impacto. Ela se viu pendurada de cabeça para baixo enquanto ainda estava presa em seu assento, desafivelou o cinto de segurança e pulou de uma abertura na fuselagem quando a porta da cabine principal estava emperrada e inoperável. Depois, Cooper correu para uma casa próxima para encontrar ajuda e descobriu que alguns dos passageiros já estavam lá.
Enquanto isso, a comissária de bordo Sandy Ward estava sentada na parte de trás do avião e relatou que “saltava para cima e para baixo” várias vezes durante o impacto e que o fogo se espalhou pela cabine. Com uma parede de chamas bloqueando o caminho na frente, ela se moveu para trás e tentou abrir a porta traseira da cabine, mas também estava emperrada. A essa altura, o fogo havia diminuído e ela conseguiu sair pela fuselagem quebrada. Ward tentou ajudar os passageiros a escapar até que uma explosão a forçou a correr para se proteger.
De acordo com o procedimento padrão de emergência, as comissárias de bordo tiraram os sapatos e ordenaram aos passageiros que fizessem o mesmo. Esta política foi devido à possibilidade de saltos altos causarem danos aos escorregadores de evacuação. Isso resultou em várias pessoas sofrendo lacerações e hematomas nos pés que provavelmente não teriam ocorrido de outra forma, mas como os atendentes não conheciam as circunstâncias exatas do acidente, eles simplesmente seguiram as instruções de emergência. O NTSB acreditava que os pilotos deveriam ter informado os comissários de bordo e a tripulação para se protegerem com cobertores, casacos e travesseiros, e não tirarem os sapatos.
Os dados do gravador de voz da cabine (CVR) indicaram pelo menos duas interrupções na energia, uma com duração de 15 segundos e a outra quase dois minutos após a perda completa de empuxo do motor até que a tripulação mudou para a energia da bateria de backup. A melhor chance de um pouso (razoavelmente) seguro teria sido na Base Aérea de Dobbins em Marietta, Geórgia, mas por que a tripulação não tentou não está claro devido à lacuna de dois minutos nos dados do CVR. Na falta de dados do CVR, o NTSB concluiu que era mais provável que os pilotos se afastassem de Dobbins devido a uma combinação de má visibilidade e perda de energia elétrica, forçando a tripulação a virar o avião para manter as condições visuais de voo.
O NTSB também incluiu esses fatores contribuintes:

A falha do sistema de despacho da empresa em fornecer à tripulação de voo informações atualizadas sobre clima severo referentes à rota de voo pretendida da aeronave, a dependência do capitão de radar meteorológico aerotransportado para penetração em áreas de tempestades e limitações na Administração Federal de Aviação sistema de controle de tráfego aéreo, que impedia a divulgação oportuna de informações meteorológicas perigosas em tempo real para a tripulação de voo.
Além disso, a tripulação não tinha treinamento para uma situação que envolvesse perda total de empuxo do motor, nem a Southern Airways exigia tal treinamento. Os regulamentos da FAA também não tinham tal exigência, porque a possibilidade de falha completa de todos os motores em uma aeronave de transporte a jato era considerada tão remota que não requeria treinamento ou procedimentos especiais; o NTSB não conseguiu encontrar uma instância registrada antes do voo 242 de um avião a jato comercial passando por tal emergência. (Enquanto outros incidentes significativos envolvendo a perda de todos os motores em voo ocorreram, incluindo o Planador de Gimli, o voo 751 da Scandinavian Airlines e o Milagre no Rio Hudson, eles aconteceram após o evento de pouso sem motor do voo 242 em 1977.)

### Declarações concordantes e discordantes
Três dos quatro membros do conselho do NTSB assinaram o relatório final. Kay Bailey, que assinou o relatório final, acrescentou uma declaração concordante, que reiterou as recomendações anteriores do conselho para melhorar a divulgação do clima em tempo real. Francis H. McAdams, um dos quatro membros do NTSB, discordou dos outros membros. Em sua opinião divergente, McAdams forneceu sua visão alternativa da causa provável:

A causa provável deste acidente foi a decisão do capitão de penetrar em vez de evitar uma área de mau tempo, a falha em obter todas as informações meteorológicas disponíveis apesar de ter conhecimento da gravidade do sistema de tempestade e a dependência de radar meteorológico aéreo para penetração em vez de evitar o sistema de tempestade. A penetração resultou em uma perda total de empuxo de ambos os motores devido à ingestão de grandes quantidades de água e granizo, que em combinação com configurações avançadas do acelerador, induziram severa parada e grandes danos aos compressores do motor, o que impediu a tripulação de religar os motores. Além disso, se o sistema de despacho da empresa forneceu à tripulação de voo informações oportunas de mau tempo referentes à rota de voo pretendida da aeronave, é possível que o mau tempo não tenha sido penetrado.
McAdams também escreveu em sua discordância que acrescentaria, como fator contribuinte, as "inadequações do sistema de controle de tráfego aéreo da Administração Federal de Aviação, que impediam a disseminação de informações meteorológicas perigosas em tempo real para a tripulação de voo".

## Elogios das comissárias de bordo
As comissárias de bordo a bordo eram Catherine Lemoine Cooper (1950-2020) como comissária de bordo sênior e Sandy Purl Ward (nascida em 23 de fevereiro de 1953), segunda comissária de bordo.
O NTSB observou em seu relatório que, apesar do fato de a tripulação de voo não se comunicar com a tripulação de cabine durante a sequência de emergência, os comissários de bordo, por iniciativa própria, informaram e prepararam os passageiros para um pouso de emergência enquanto o avião descia. Pouco antes do pouso, sem aviso prévio ou indicação da tripulação de voo de que o avião estava prestes a cair, os comissários de bordo "viram árvores" nas janelas e imediatamente gritaram para os passageiros um "preparo final para o impacto!" comando. Os comissários de bordo também ajudaram a evacuar os passageiros do avião em chamas após o pouso forçado.
O NTSB concluiu:

As comissárias de bordo agiram de forma louvável por iniciar um briefing de emergência abrangente dos passageiros para sua proteção em preparação para um pouso forçado. Isso contribuiu para o número de sobreviventes.
Purl escreveu o livro Am i Alive? ("Estou vivo?" em tradução livre) sobre a experiência, e é palestrante motivacional. Em seu livro, ela conta a história do acidente e a história da entrada do gerenciamento de estresse em incidentes críticos na indústria da aviação. Purl se aposentou da Northwest em 1994.

## Localização do acidente

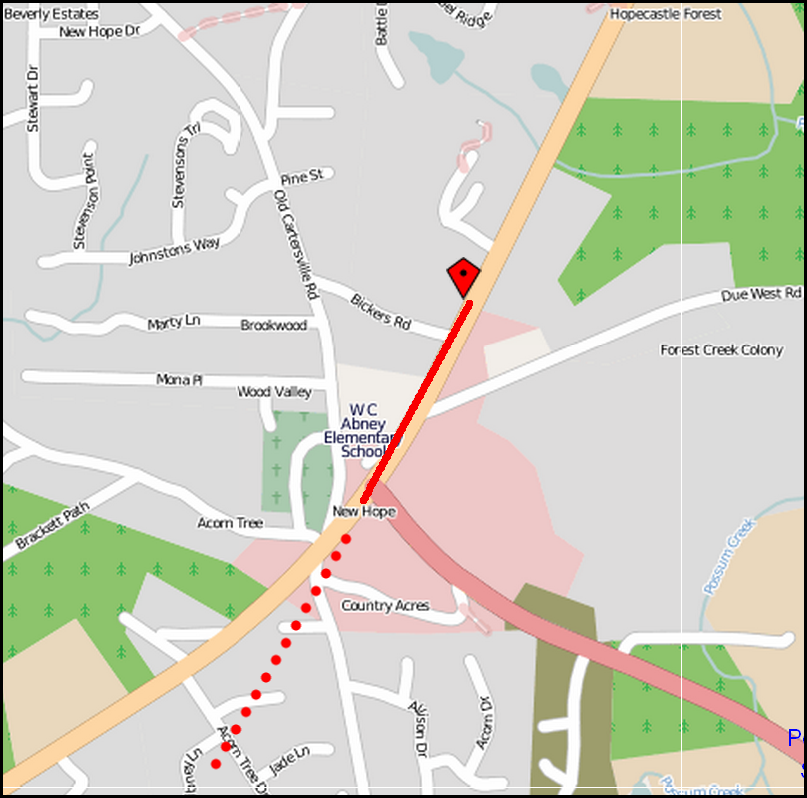
Aproximação aproximada (linha pontilhada), pouso e queda (linha sólida) do voo Southern 242

O NTSB identificou o local do acidente em seu relatório como "Highway 92 Spur, bisecting New Hope, GA". Eles também incluem as coordenadas geográficas. Além disso, o relatório do NTSB inclui uma representação do local do acidente, desenhada à mão como um 'X' circulado em um gráfico seccional da aviação. As designações das rodovias foram alteradas a partir de 2006. A seção da estrada usada para o pouso forçado, anteriormente chamada de Georgia State Route 92 Spur, agora é chamada de Dallas–Acworth Highway (antiga Georgia State Route 381).

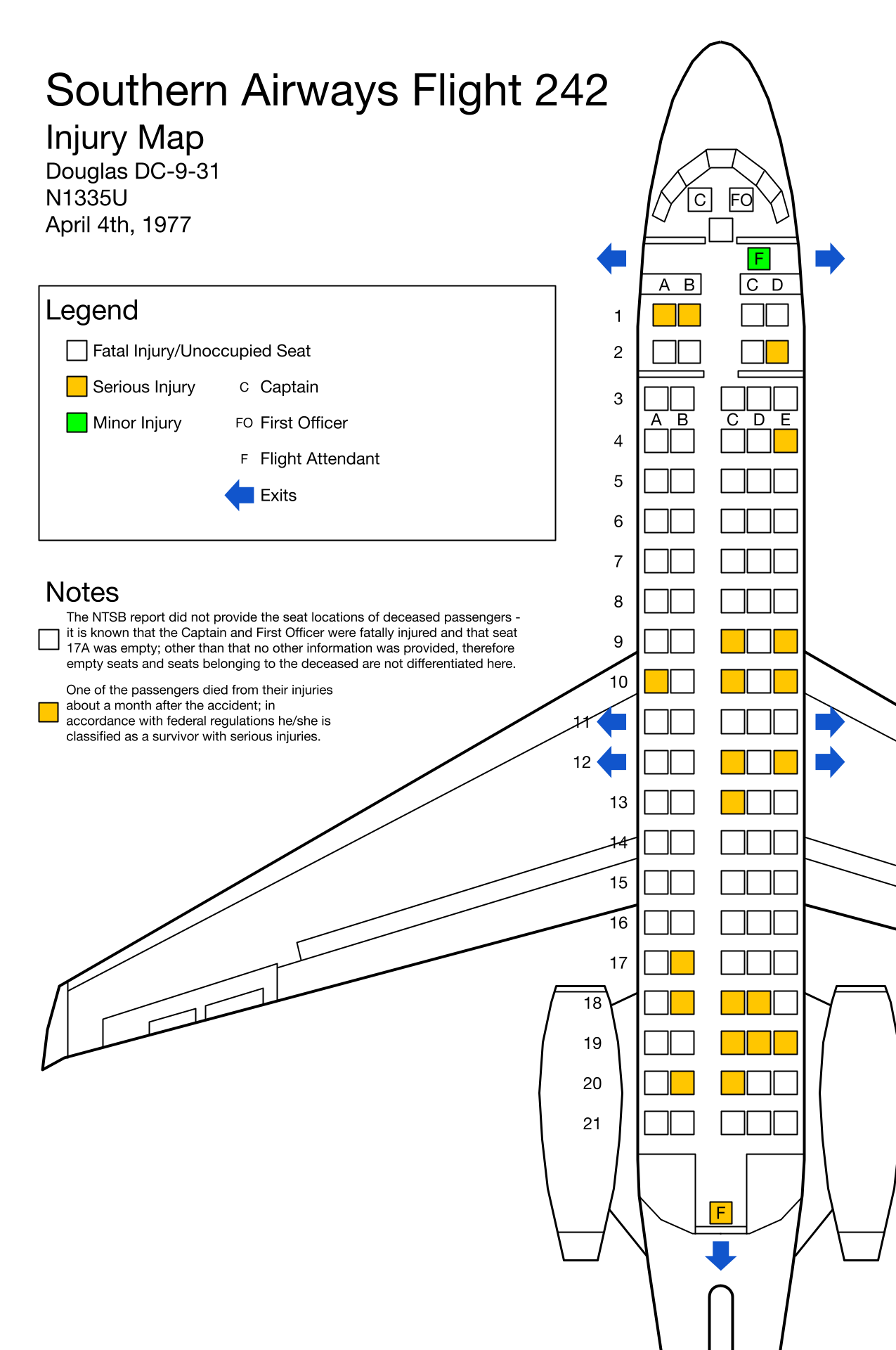
Mapa dos assentos dos passageiros. Os assentos em amarelo são os que tiveram ferimentos sérios

A pequena comunidade de New Hope, na Geórgia, no condado de Paulding, onde um memorial e uma reunião foram realizados por sobreviventes e familiares 20 anos após o acidente em 1997, agora abriga um memorial e uma reunião anual perto do local do acidente. O local fica a 18 km do Aeroporto de Cartersville e a 25 km da Base Aérea de Dobbins. Já Cornelius Moore Field, entre Cedartown e Rockmart, estava cerca de 33 km atrás deles no momento do acidente.
Os moradores locais e as famílias das vítimas formaram a organização sem fins lucrativos New Hope Memorial Flight 242 Inc. para fornecer "um serviço memorial anual, uma reunião de sobreviventes e um monumento". O New Hope Memorial instalou um marco histórico do estado da Geórgia no canto sudoeste do cemitério de New Hope, localizado a cerca de 800 metros a sudoeste do local do acidente.

O texto afirma:
4 de abril de 1977
O pior desastre de aeronave na história da Geórgia

Em 4 de abril de 1977, um DC-9 que fazia o voo Southern Airways 242 de Huntsville, AL, para Atlanta encontrou uma perigosa tempestade sobre Rome, GA. O granizo e a chuva que a aeronave suportou foram tão fortes que ambos os motores pararam de funcionar e a aeronave rapidamente perdeu altitude. A tripulação de voo tentou desesperadamente pousar o DC-9 no GA 92 Spur, agora conhecido como GA 381, que atravessa a comunidade de New Hope. O resultado foi o pior desastre aéreo da história do estado estadunidense da Geórgia, ceifando 72 vidas, incluindo 9 moradores locais de New Hope. Milagrosamente, 20 passageiros e as duas comissárias de bordo sobreviveram.
As mortes de residentes de New Hope foram: Kathy Griffin Carter e o filho Jeffrey Richard Carter; Faye Robinson Griffin e o filho Larry Allen Griffin; Edna Griffin Gamel, o filho John T. Gamel e a filha Courtney A. Gamel; Berlie Mae Bell Cranton e Ernest L. Prewett.
Em março de 2015, a organização anunciou planos para construir um memorial permanente para homenagear as vítimas do acidente. Em março de 2019, o grupo anunciou que fundos suficientes foram arrecadados para um memorial maior. Em 4 de abril de 2021, o memorial foi dedicado no 44º aniversário da tragédia, com quase 100 participantes, incluindo sobreviventes e familiares em quatro estados.
Em janeiro de 1978 o National Transportation Safety Board concluiu o relatório afirmando que a causa da queda do Southern Airways 242 foi a perda dos motores por ocasião da aeronave adentrar em uma área meteorologicamente instável e a falta de capacidade e confiabilidade da companhia aérea em fornecer aos seus pilotos informações meteorológicas adequadas para o voo.

## Na cultura popular
O desastre do voo Southern Airways 242 foi reconstituído num episódio do programa Mayday (produzido pelo National Geographic Channel), em sua 5° temporada no episódio "Southern Storm" ("Tempestade de Granizo" no Brasil). O episódio contou com entrevistas com a comissária sênior, um dos passageiros, testemunhas, especialistas em aviação, e uma reconstituição do acidente.
O canal de assinatura The Weather Channel apresentou o acidente em um episódio na série de TV Why Planes Crash.